# La Venta Norte
La Venta Norte är en ort i Mexiko.   Den ligger i kommunen Coroneo och delstaten Guanajuato, i den sydöstra delen av landet, 150 km nordväst om huvudstaden Mexico City. La Venta Norte ligger 2 287 meter över havet och antalet invånare är 455.
Terrängen runt La Venta Norte är kuperad åt sydväst, men åt nordost är den platt. La Venta Norte ligger nere i en dal. Runt La Venta Norte är det ganska glesbefolkat, med 50 invånare per kvadratkilometer. Närmaste större samhälle är Coroneo, 2,1 km nordväst om La Venta Norte. I omgivningarna runt La Venta Norte växer huvudsakligen savannskog.